# Girls on Film
Pour les articles homonymes, voir Girls on Film (homonymie) et GOF.
Singles de Duran Duran
Planet Earth
(1981) My Own Way
(1981)
Girls on Film est une chanson du groupe Duran Duran, sortie en single en 1981. C'est le troisième extrait du premier album studio du groupe, Duran Duran, également sorti en 1981.

## Historique

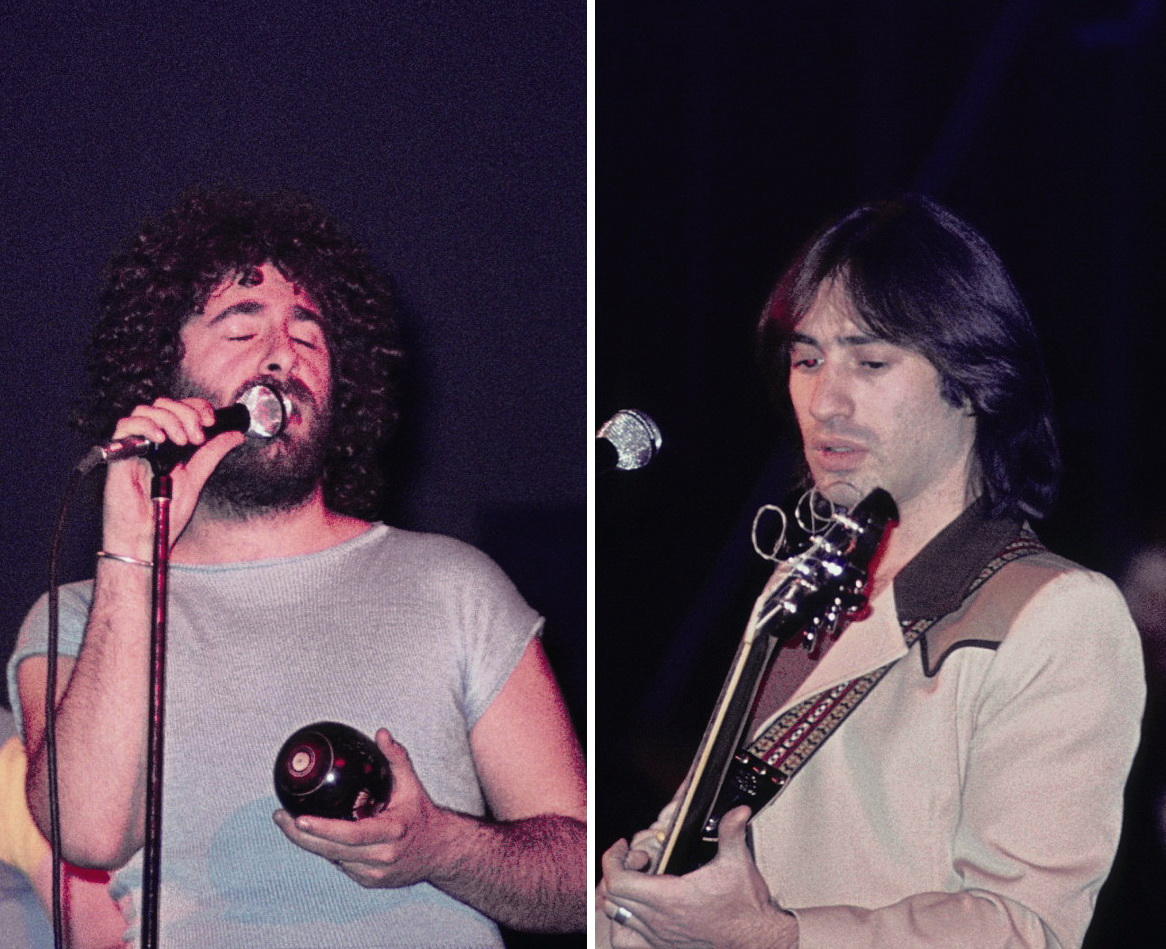
Kevin Godley et Lol Creme ont réalisé le film de Girls on Film

Girls on Film est à l'origine écrite par Andy Wickett, le premier chanteur de Duran Duran jusqu'en 1979, avant l'arrivée de Simon Le Bon. Une démo de cette première version est enregistrée en 1979. Lorsqu'Andy Wickett quitte Duran Duran, les autres membres lui donnent 600 £ pour garder les droits de la chanson.
En 1984, la chanson n'est pas incluse dans l'album live Arena. Elle y sera cependant rajoutée sur la réédition de 2004.

## Clip
Le clip est principalement pensé pour le marché américain. En effet, le groupe a remarqué que de nombreuses boîtes de nuit américaines possèdent des écrans sur lesquels ne sont projetés que des vieux films. Ils ont l'idée d'y diffuser leur clip en même que passe la chanson dans la boite. Le clip est réalisé par le duo Godley & Creme et tourné aux studios de Shepperton le 13 août 1981, quelques semaines avant le lancement de la chaine américaine MTV, qui changera la manière de penser les clips. Ce clip surprend également par sa longueur de 6 minutes 20 (il utilise la version longue du titre), deux ans avant Michael Jackson et son Thriller.
Mettant en scène des filles assez dénudées, le clip sera censuré par la BBC et MTV, ce qui freine à nouveau la notoriété américaine du groupe. La version non censurée, surnommée night version, sera cependant éditée en Betamax,.
En 1984, la version censurée remportera le tout premier Grammy Award du meilleur clip, ex æquo avec un autre clip du groupe, Hungry Like the Wolf.

## Liste des titres
| 1. Girls on Film – 3:29 2. Faster than Light – 4:26 1. Girls on Film (Night Version) – 5:31 2. Girls on Film – 3:29 3. Faster than Light – 4:26 1. Girls on Film (Extended Night Version) – 5:45 2. Girls on Film (instrumentale) – 5:41 3. Faster than Light – 4:26 - Ces versions n'apparaissent sur aucun autre vinyle 1. Girls on Film – 3:27 2. Faster than Light – 4:26 3. Girls on Film (Night Version) – 5:31 | 1. Girls on Film (Extended Night Version) – 5:45 2. Girls on Film (Night Mix) – 5:42 1. Girls on Film (Tin Tin Out Mix) – 6:55 2. Girls on Film (Salt Tank Mix) – 6:29 3. Girls on Film (16 Millimetre Mix) – 7:28 4. Girls on Film (Tall Paul Mix 1) – 8:28 5. Girls on Film (Night Version) – 5:31 6. Girls on Film (8 Millimetre Mix) – 5:47 1. Girls on Film (Tin Tin Out Mix) – 6:55 2. Girls on Film (Salt Tank Mix) – 6:29 3. Girls on Film (Tall Paul Mix 1) – 8:28 4. Girls on Film (8 Millimetre Mix) – 5:47 |

N.B. : la chanson Girls on Film est également présente sur certaines versions des singles Ordinary World (1992) et Electric Barbarella (1997).

## Classements
| Pays et classement (1981)                    | Meilleure position |
| -------------------------------------------- | ------------------ |
| Royaume-Uni - UK Singles Chart               | 5                  |
| Australie - ARIA Charts                      | 11                 |
| Suède - Sverigetopplistan                    | 15                 |
| Irlande - Irish Singles Chart                | 16                 |
| Pays et classement (1999)                    | Meilleure position |
| États-Unis - Billboard Dance/Club Play Songs | 24                 |

## Crédits
Duran Duran
- Simon Le Bon : chant principal
- Nick Rhodes : claviers, synthétiseur
- John Taylor : guitare basse, chœurs
- Roger Taylor : batterie, percussions
- Andy Taylor : guitare, chœurs

Autre
- Colin Thurston : producteur, ingénieur du son

## Reprises
Plusieurs artistes ont enregistré des reprises : Björn Again, Wesley Willis Fiasco, The Living End, Girls Aloud, Jive Bunny and the Mastermixers, Billy Preston, Kevin Max, La Ley, Midnight Oil et Nathan Stack.
Une reprise est également faite par le personnage de Sam Evans (Chord Overstreet) dans l'épisode Le Rachel Berry show de la 5e saison de Glee

## Dans la culture populaire
La chanson est présente dans l'épisode 2 de la saison 2 de Stranger Things (2017).